# إيميل شورت
إيميل شورت (بالإنجليزية: Emile Short)‏ هو قاضي ومحامي غاني، ولد في 6 فبراير 1943.